# Open Dynamics Engine

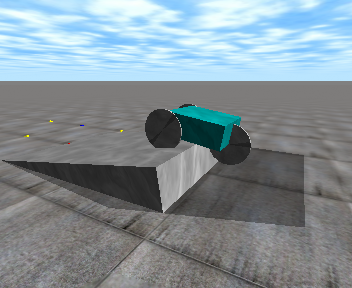
Demo ODE "demo_buggy" che mostra un semplice veicolo che cammina su una rampa

L'Open Dynamics Engine (ODE) è un motore fisico sviluppato in C/C++, i cui componenti principali sono un motore di simulazione della dinamica dei corpi rigidi ed un motore di rilevamento delle collisioni. È inoltre un software libero pubblicato con le licenze BSD e LGPL.
ODE viene utilizzato per simulare le interazioni dinamiche tra i corpi nello spazio. Non è legato ad un particolare pacchetto grafico, sebbene ne includa uno di base, chiamato drawstuff. Supporta diverse forme geometriche: box, sfere, capsule (ovvero cilindri coperti da emisferi su entrambe le basi), mesh di triangoli, cilindri ed heightmap.
Il motore fisico, lanciato nel 2001, è stato impiegato in diverse applicazioni e videogiochi, tra cui Assetto Corsa, BloodRayne, Call of Juarez, Resident Evil: The Umbrella Chronicles, S.T.A.L.K.E.R., Titan Quest, World of Goo e X-Moto.

## Simulazione
Tra gli ambienti di alto livello che consentono ai non programmatori di accedere alle funzionalità di ODE vi sono: Player Project, Webots, OpenSimulator, anyKode Marilou e V-REP.
ODE viene adoperato anche per applicazioni di simulazione robotica, su scenari come ad esempio la locomozione di robot mobili o il semplice afferramento di oggetti; presenta, però, alcuni inconvenienti in questo campo applicativi, come ad esempio il metodo di attrito approssimativo e lo scarso supporto per lo smorzamento articolare.